# リチャード・ウィルキンズ
リチャード・ウィルキンズは、『バフィー 〜恋する十字架〜』の第3シーズンに登場する架空の人物。一見人間に見えるが、実はゴールドラッシュの時代からこの世にいる怪人（出典：Tales of the Slayers）。演じた俳優はドイツ出身のハリー・グローナー。

## 肩書
サニーデール市市長。

## 特徴
- マナーにうるさく、配下をバンパイアなどで固める。
- 警察署長、サニーデール高校校長のスナイダー（アーミン・シマーマン）も彼の配下。

### 好物
- クモに似た生物を食する。

### 趣味
ゴルフ

## 生い立ち
公式記録
本名：リチャード・ウィルキンズ3世
3代にわたる政治家一族の出身。父親のウィルキンズ2世の後を継いで市長に就任した。
真相
初代、2代目の2世、現在の3世ともに同一人物。100年以上も前、初代のリチャード・ウィルキンズと名乗っていた頃に悪魔と契約し、不死の肉体を得た。
オルヴィカン
ウィルキンズの正体。蛇に似た怪物で人を食う。

## 関係する人物
- フェイス・レーヘン（エリザ・ドゥシュク）

バンパイア・スレイヤー。トリックの後任。
- トリック（K.トッド・フリーマン）

バンパイア。
- アラン・フィンチ（ジャック・プロトニック）

助役。